# Blang Cut (Meurah Mulia)
Blang Cut is een bestuurslaag in het regentschap Aceh Utara van de provincie Atjeh, Indonesië. Blang Cut telt 469 inwoners (volkstelling 2010).